# توشیهیکو ساهاشی
توشیهیکو ساهاشی (انگلیسی: Toshihiko Sahashi؛ زادهٔ ۱۲ نوامبر ۱۹۵۹) آهنگساز اهل ژاپن است.